# Alice Milliat
Alice Milliat (Nantes, 1884-1957) fue una pionera del deporte femenino en Francia y en todo el mundo. Su presión a favor de las atletas obligó a incluir eventos femeninos en los Juegos Olímpicos.
Milliat, traductora de profesión, participó en el deporte del remo y fue una ávida nadadora y jugadora de hockey.
Miembro de Femina Sport, club fundado en 1911, ayudó a formar la Federación Francesa Femenina en 1917, convirtiéndose en tesorera y posteriormente en presidenta. En 1921 organizó el primer evento deportivo femenino internacional en Monte Carlo (repetido en 1922 y 1923). Se le atribuye el mérito de haber encendido la presión sobre los Juegos Olímpicos para permitir una mayor representación femenina en una gama más amplia de deportes, un proceso que aún continúa hoy en día. Su nombre está grabado en el frontón de un gimnasio del distrito 14 de París, gracias a sus contribuciones al atletismo.

## Formación de la Federación de Sociedades Femeninas de Francia
Al Barón Pierre de Coubertin, un destacado francés, se le atribuye la reactivación de los Juegos Olímpicos y la fundación del COI (Comité Olímpico Internacional) en 1894. En 1900 fueron los primeros Juegos Olímpicos que permitieron la participación de solo cuatro mujeres, en golf y en tenis. Sin embargo, el atletismo femenino permaneció notablemente ausente de los Juegos Olímpicos.  En 1920, la prohibición de que las mujeres participaran en  los Juegos Olímpicos se hizo explícita para todas las disciplinas y los argumentos que se daban eran  las mujeres no estaban interesadas en los  deporte, que no eran buenas deportistas, que eran peligrosos para la salud de las mujeres y que las masculinizaban.
En 1919, Milliat solicitó a la Asociación Internacional de Federaciones de Atletismo (IAAF) que incluyera el atletismo femenino de pista y campo en los Juegos Olímpicos de 1924, pero fue rechazado. El 31 de octubre de 1921, Milliat formó la Federación de Sociedades Femeninas de Francia (FFSF) o, en francés,  Fédération Sportive Féminine Internationale (FSFI) para supervisar los eventos deportivos femeninos internacionales. La Federación decidió realizar unos Juegos Olímpicos Femeninos, que incluirían todos los deportes, en lugar del número restringido permitido a las mujeres en los Juegos Olímpicos oficiales dirigidos por Pierre de Coubertin.

## Juegos Mundiales Femeninos
En 1920, en los Juegos de Amberes, hubo 2600 deportistas representando a veintinueve países. El COI prohibió la participación de mujeres. En 1921 Milliat, enojada con Comité Olímpico por rechazar a las mujeres, organizó la Primera Olimpiada Femenina, en  Monte Carlo, Principado de Mónaco. Participaron mujeres de Francia, Italia, Suiza, Noruega, y Gran Bretaña.
En abril de 1922 se llevaron a cabo los primeros Juegos Mundiales Femeninos, en el estadio de Pershing Stadium de París, en los que participaron cinco equipos, entre los que se encontraban Estados Unidos, Gran Bretaña, Suiza, Checoslovaquia y el país anfitrión, Francia.  Se celebraron once pruebas de atletismo y los 20.000 espectadores vieron a dieciocho atletas batir récords mundiales.
El Barón Pierre De Coubertin, ampliamente conocido por ser el hombre que reintrodujo los Juegos Olímpicos en el mundo moderno, estaba entre los principales opositores de la participación de las mujeres en los juegos.
La siguiente edición del evento, celebrada en Gotemburgo, Suecia en 1926, se denominó Juegos Mundiales de Mujeres, y allí participaron diez equipos. En 1928, al Presidente de la IAAF no le quedó otra que aceptar la entrada de mujeres al atletismo femenino, por primera vez en la historia. Debido a la presión de la Federación de Sociedades Femeninas de Francia, se logró  integrar cinco pruebas femeninas de atletismo en los Juegos Olímpicos de Ámsterdam en 1928: 100 metros lisos, 800 metros lisos, relevos 4x100, salto de altura y lanzamiento de disco. Para Milliat, esto no fue suficiente, ya que a los hombres se les permitía competir en 22 pruebas. La selección femenina británica boicoteó los juegos de Ámsterdam por la misma razón.
Los organizadores, incluyendo al Barón Pierre De Coubertin, redactaron un reporte  médico en el afirmaban que las mujeres eran demasiado frágiles y no tenían preparación para correr una distancia superior a los 200 metros.  Recién 32 años después, en 1960, en los Juegos Olímpicos de Roma, a las atletas se les permitió volver al programa con los 800 metros lisos.
Otros dos Juegos se celebraron en Praga en 1930 (con otros deportes además del atletismo) y en Londres en 1934. Después de estos juegos, Milliat emitió un ultimátum: integrar completamente las Olimpiadas de 1936, o ceder la participación de todas las mujeres a la Federación de Sociedades Femeninas de Francia. Esto llevó a la IAAF a establecer una comisión especial para cooperar con la Federación de Sociedades Femeninas de Francia, que cedió el control del atletismo femenino internacional a la IAAF a cambio de un programa ampliado y un reconocimiento de los registros establecidos en los Juegos Femeninos.
Hasta el día de hoy, los Juegos Olímpicos no ofrecen una igual cantidad de deportes masculinos y femeninos. Sin embargo, la presión de Milliat amplió considerablemente la representación de las mujeres en los Juegos Olímpicos. En una entrevista de 1934, Milliat dijo:
"Los deportes femeninos de todo tipo se ven perjudicados en mi país por la falta de espacios para jugar. Como no tenemos voto, no podemos hacer que nuestras necesidades se hagan sentir públicamente ni ejercer presión en los sectores adecuados. Siempre les digo a mis chicas que la votación es una de las cosas por las que tendrán que luchar si Francia quiere mantener su lugar entre las demás naciones en el ámbito del deporte femenino."
En 1938 se disolvió la Federación de Sociedades Femeninas de Francia.

## Vida personal
Milliat estuvo casada durante cuatro años y luego enviudó. No tuvo hijos.

## Fútbol
En 1920 Milliat reunió a un equipo de fútbol femenino de París que recorrió el Reino Unido y jugó con el Dick, Kerr's Ladies en nombre de Francia en el primer torneo mundial de fútbol femenino reconocido internacionalmente.

## El sufragio femenino en Francia
En 1934, Milliat habló con un periodista de la revista femenina "Independent Woman". En su declaración, defendió el sufragio femenino en Francia. Milliat creía que el sufragio femenino conduciría a un mayor apoyo para los deportes femeninos.